# 圣方济各堂 (洛桑)
归正会圣方济各堂（Église réformée Saint-François）是一座新教归正会教堂，位于瑞士沃州洛桑市中心圣方济各广场。

## 历史
1258年，方济各会从贝桑松来到洛桑，建立修道院，附设一座教堂，以圣方济各为主保。这座木制教堂在1368年毁于火灾，只有唱诗班席保存至今。
在伯尔尼入侵和宗教改革期间，该堂成为新教教堂。
该建筑被列入瑞士国家和区域重要文化财产名录。除每周各种礼拜之外，还定期举办古典音乐演奏会。